# Berry Berry Singles
Berry Berry Singles (BERRY BERRY SINGLES) è il quarto album discografico della cantante giapponese Nana Kitade, pubblicato il 14 novembre 2007. È la prima compilation di Nana Kitade e contiene nove singoli, tra i quali Keseani Tsumi, tre bonus track e una cover di Love Your Money dei Daisy Chainsaw.

## Versioni
La Limited Edition dell'album contiene un DVD con un documentario che mostra Nana Kitade in concerto a Parigi.

### Tracce
1. Kesenai Tsumi (4:17)
2. Utareru ame (4:01)
3. Hold Heart (4:21)
4. Pureness (4:01)
5. Kiss or Kiss (3:59)
6. Kanashimi no Kizu (4:23)
7. Sweet Frozen Kiss (3:44)
8. Kibou no Kakera (4:42)
9. Antoinette Blue (4:11)
10. Love Your Money (2:15)
11. Alice ~Tsubureta Berry Ver.~ (5:05)
12. Kesenai Tsumi~I Scream Tenpura Ver.~ (3:57)